# Arcidiocesi di Lepanto

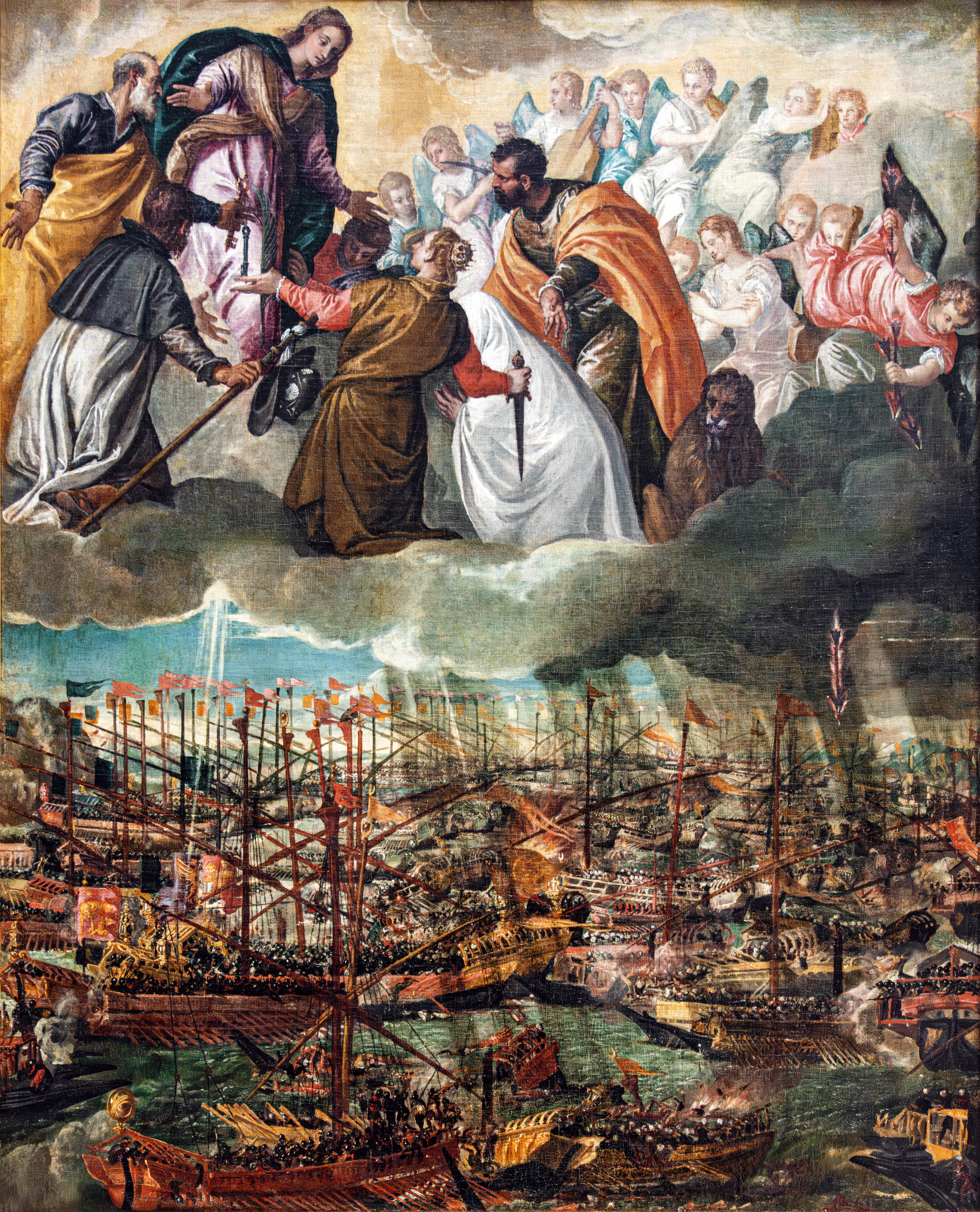
La battaglia di Lepanto in un dipinto di Paolo Veronese.

L'arcidiocesi di Lepanto (in latino Archidioecesis Naupactensis) è una sede soppressa e sede titolare della Chiesa cattolica.

## Storia
Indicata in greco anche con il nome di Naupaktos (Ναύπακτος), essa era anticamente una sede metropolitana dell'Epiro, documentata nelle Notitiae Episcopatuum del patriacato di Costantinopoli fino al XV secolo.
La diocesi fu eretta forse già nel I secolo. Il primo vescovo noto è tuttavia Callicrate, presente al concilio di Efeso del 431. Altri vescovi noti prima del 1054 sono: Ireneo, che partecipò al concilio di Calcedonia nel 451; Antonio, che prese parte al Concilio di Costantinopoli dell'879-880 che riabilitò il patriarca Fozio; Eustrazio, il cui nome è stato restituito dalla scoperta del suo sigillo databile al X secolo; e un vescovo anonimo, documentato nel 1026.
La sede di Naupacto fu dipendente dal Papa come patriarca dell'Occidente sino al 733 e suffraganea dell'arcidiocesi di Nicopoli. Con la caduta in disgrazia di Nicopoli e contestualmente al passaggio della provincia ecclesiastica al Patriarcato di Costantinopoli, la diocesi fu elevata al rango di metropolia. La Notitia Episcopatuum composta all'epoca dell'imperatore Leone VI (inizio X secolo) attribuisce a Naupacto otto sedi suffraganee: Bonizza, Aeto, Acheloo, Roga, Giannina, Fotice, Adrianopoli e Butrinto. Sotto l'imperatore Manuele Comneno fu aggiunta anche la sede di Chimera; le suffraganee poi furono ridotte a quattro alla fine del XV secolo.
Nel Medioevo la città divenne nota in Occidente con il nome di Lepanto. Con questo nome fu eretta un'arcidiocesi di rito latino, che durò fino alla caduta della dominazione veneziana alla fine del Quattrocento. Nei pressi della città si svolse, nel 1571, la famosa battaglia di Lepanto.
Dal XIV secolo Lepanto è annoverata tra le sedi arcivescovili titolari della Chiesa cattolica; la sede è vacante dal 25 settembre 1977.

## Cronotassi dei vescovi

### Vescovi e arcivescovi greci
- Callicrate † (menzionato nel 431)
- Ireneo † (menzionato nel 451)
- Antonio † (menzionato nell'879)
- Eustrazio † (X secolo)[8]
- Anonimo † (menzionato nel 1026)

### Arcivescovi latini
- Rostaing de Candole, O.P. † (14 settembre 1307 - dopo il 1327 deceduto)
- Iurefortis, O.P. † (24 agosto 1329 - ?)
- Giovanni † (? deceduto)
- Eustachio di Ancona, O.F.M. † (26 giugno 1345 - ? deceduto)
- Bertrand Mercier, O.P. † (25 maggio 1349 - ? deceduto)
- Hermann von Siebelerben, O.T. † (3 giugno 1353 - ? deceduto)
- Donato di Benevento, O.E.S.A. † (5 aprile 1367 - 3 settembre 1371 nominato vescovo di Bisarcio)
- Giovanni di San Giovanni, O.F.M. † (20 ottobre 1371 - ? deceduto)
- Giovanni di Pizolpassis, O.E.S.A. † (9 marzo 1373 - ? deceduto)
- Juan Ruiz, O.E.S.A. † (7 agosto 1382 - ?)
- Giovanni di Montelupone, O.F.M. † (1393 - ?)
- Luchino di Guidobono, O.F.M. † (1396 - ?)
- Benedetto di Arpino, O.F.M. † (1402 - ?)
- Giovanni † (? deceduto)
- Gregorio † (1456 - ? deceduto)
  - Nicola Protimo † (4 agosto 1464 - ? deceduto) (amministratore apostolico)
- Felice de Lazzari † (16 maggio 1483 - ?)
- Marco Saracco[9] † (prima del 1498 - dopo il 1513 deceduto)
- Gerolamo Messi † (23 agosto 1518 - ? privato)
- Antonio de Avila † (18 settembre 1518 - ? deceduto)
  - Sede unita con Corone

### Arcivescovi titolari
- Antonio Maria Pallavicini † (11 settembre 1724 - 23 settembre 1743 nominato patriarca di Antiochia)
- Alessandro Maria Litta † (22 settembre 1749 - 4 marzo 1754 deceduto)
- Lazzaro Opizio Pallavicini † (1º aprile 1754 - 20 giugno 1768 nominato cardinale dei Santi Nereo e Achilleo)
- Nicolò Antonio Spinola, O.M. † (20 novembre 1769 - 21 gennaio 1801 deceduto)
- Giacinto Maria Giuseppe de Ferrari, O.P. † (27 giugno 1870 - 17 luglio 1874 deceduto)
- Henri-Louis-Charles Maret † (15 settembre 1882 - 16 giugno 1884 deceduto)
- Antonio Sbrolli † (27 luglio 1885 - 28 aprile 1888 deceduto)
- Francesco Satolli † (1º giugno 1888 - 3 dicembre 1896 nominato cardinale di Santa Maria in Ara Coeli)
- Casimiro Gennari † (6 febbraio 1897 - 18 aprile 1901 nominato cardinale di San Marcello)
- Biagio Pisani † (25 giugno 1901 - 28 gennaio 1918 deceduto)
- Ambrogio Damiano Achille Ratti † (3 luglio 1919 - 29 aprile 1921 nominato arcivescovo titolare di Adana, poi eletto papa con il nome di Pio XI)
- Federico Tedeschini † (30 aprile 1921 - 16 dicembre 1935 nominato cardinale di Santa Maria della Vittoria)
- Maurilio Silvani † (24 luglio 1936 - 22 dicembre 1947 deceduto)
- Roberto Ronca † (21 giugno 1948 - 25 settembre 1977 deceduto)